# Cimetière ouest du complexe funéraire de Khéops

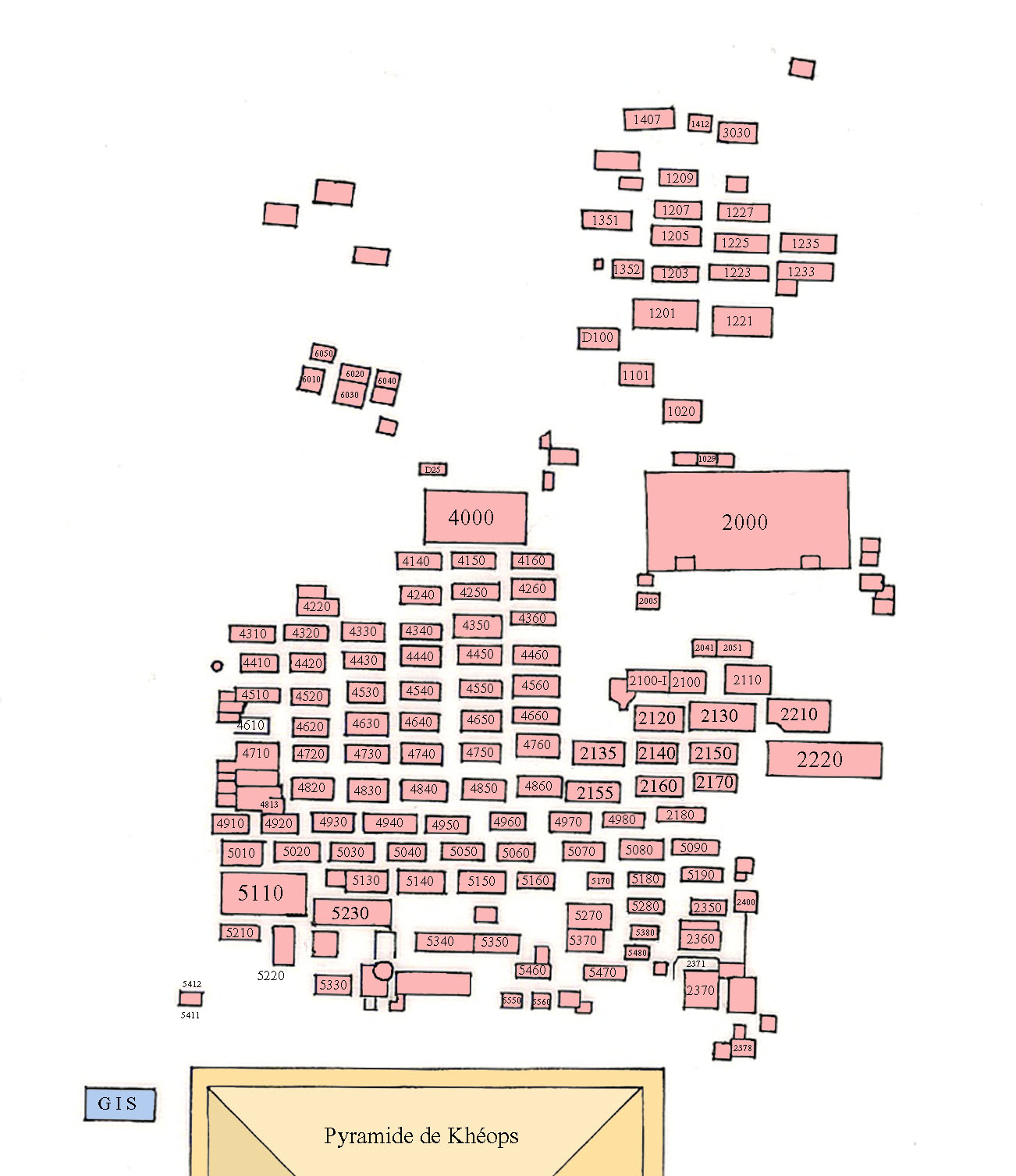
Plan du cimetière ouest

Le cimetière ouest tire son nom de son emplacement par rapport à la pyramide de Khéops : les tombes sont situées du côté ouest de la pyramide.

## Tombes
| N°     | Type    | Nom de l'occupant | Titre de l'occupant | Datation                                                      | Commentaire                                                                                        |
| ------ | ------- | ----------------- | ------------------- | ------------------------------------------------------------- | -------------------------------------------------------------------------------------------------- |
| G 5170 | Mastaba | Śšmnfr III        | Vizir               | Ve dynastie, règne de Djedkarê Isési, XXIVe siècle av. J.-C., | La fresque murale de la chambre des offrandes est conservée au Musée de l'université de Tübingen,. |

## Pour approfondir